# Museu Nacional d'Història Militar (Luxemburg)
El Museu Nacional d'Història Militar (MNHM) és un museu situat en els edificis de l'antiga fàbrica de cervesa de Diekirch, a Luxemburg. El tema principal que aborda és la batalla de les Ardenes de Luxemburg, encontre que va succeir durant la Segona Guerra Mundial a l'hivern de 1944. Aquest museu és el Museu Històric de Diekirch, inaugurat el 1984.

## Col·leccions
El fil principal del museu és la representació històrica de les operacions militars a les Ardenes, respectant els punts de vista dels Estats Units, Alemanya i civil. Més de 3.000 m² d'espai d'exposició i nombroses maquetes a escala 1:1, permet una visió detallada de les situacions militars i civils. Sales especials mostren importants col·leccions d'armes, uniformes, equips militars de tota classe, vehicles de rodes i erugues, així com molts objectes personals, fotografies, documents i mapes. La peça central és la representació minuciosa de la travessia del Sauer a la vora de Diekirch el 18 de gener de 1945, per unitats de la 5a Divisió d'Infanteria dels Estats Units.
Una segona part del museu està dedicada a la història de les forces armades de Luxemburg des de la creació del Gran Ducat. Una selecció de diorames de mida natural i amb capítols importants que cobreixen els aspectes clau de l'exèrcit de Luxemburg després de la guerra. Altres seccions estan dedicades al servei dels luxemburguesos aliats durant la Primera i Segona Guerra Mundial i la Guerra de Corea. Les missions de Luxemburg dintre de l'ONU també es presenten i d'altres objectes exposats parlen de la vida militar quotidiana.

## Galeria

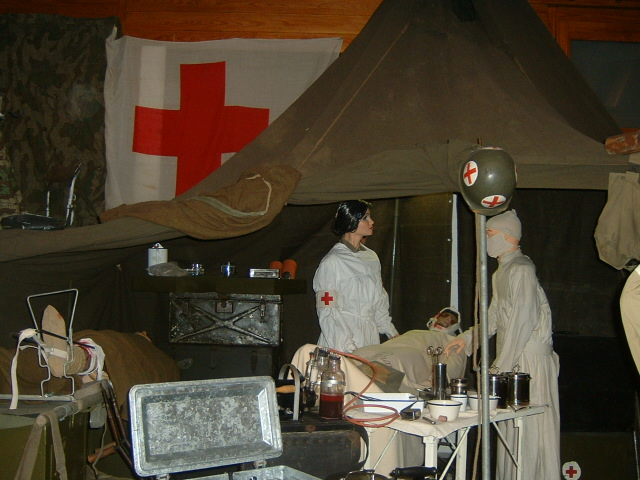
Primers auxilis
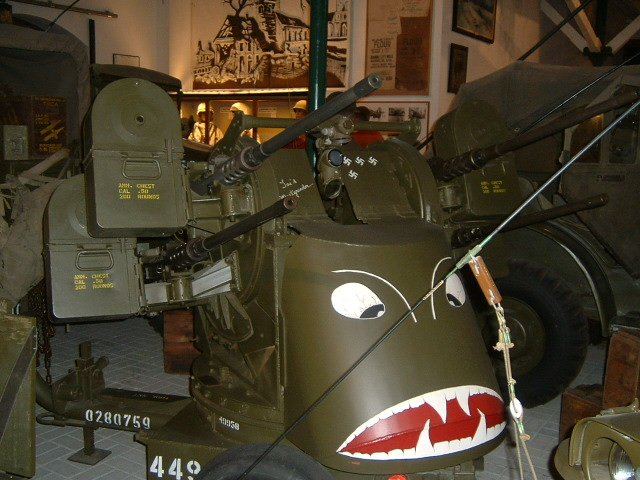
Armes
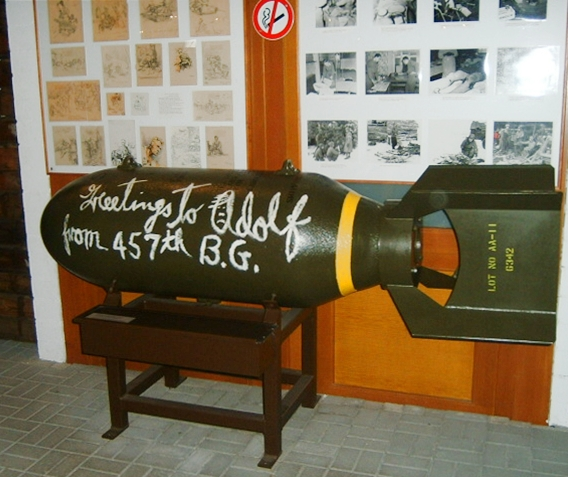
Bomba al Museu d'Història Militar
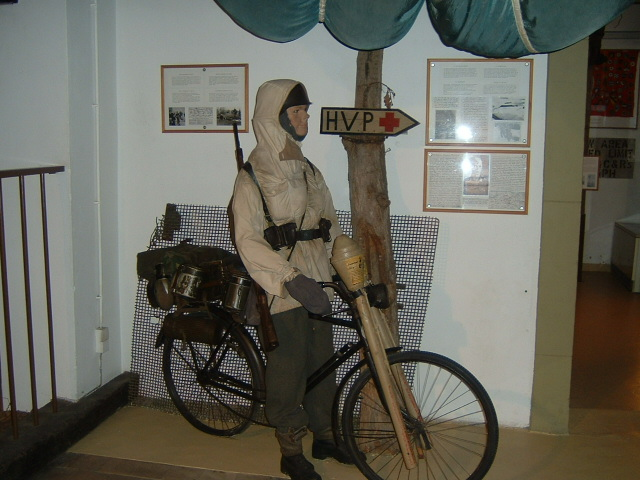
Missatges de Panzerfaust